# Faces de Bélmez

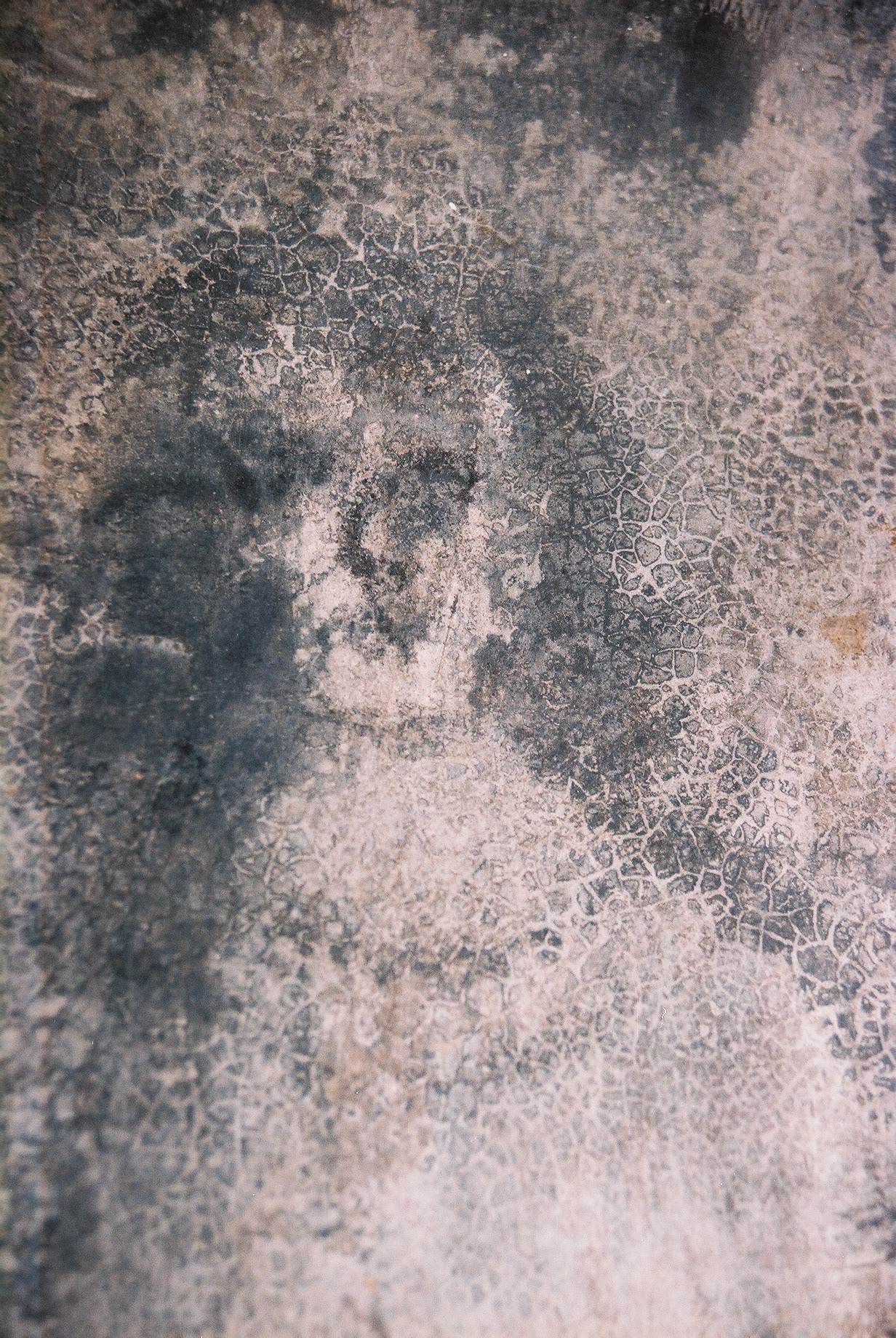
Um rosto de uma mulher no chão de cimento, em 1992.

As Faces de Bélmez, é um suposto fenómeno paranormal, que aconteceu na Espanha, numa casa particular, na cidade de Bélmez (Bélmez de la Moraleda), em 1971, onde os residentes afirmaram que apareciam rostos no piso de concreto na casa. As imagens desde então, apareciam e desapareciam nessa altura.
Para os parapsicólogos, este fenómeno, é considerado o melhor-documentado sobre o género e "sem dúvida, o mais importante fenómeno paranormal do século XX”.
Alguns residentes de Bélmez acreditam mesmo que este fenómeno não foi criado por “mãos humanas”, porém, alguns pesquisadores consideravam a hipótese de ser um fenómeno de fotografia espírita, causado inconscientemente pela própria dona da casa, María Gómez Cámara.
Para os pesquisadores céticos, este evento não passa de uma mera falseabilidade. Desde que as faces de Bélmez foram afixadas na casa, no cal de cimento, os cientistas foram capazes de analisar as alterações moleculares, que teve lugar em tal massa de concreto. Céticos têm realizado extensas análises sobre os rostos, tentando demonstrar que foi envolvido falseabilidade neste fenómeno.

## História
A história da cidade Bélmez, foi marcada para sempre em 23 de agosto de 1971. No número 5, na Rua Real, de Dona María Rodríguez Acosta, espantados, descobriram uma "esfinge" na lareira de sua cozinha. Com medo e gritando, ela avisou a todos os seus vizinhos, que se deparou com uma cara estranha, que tinha claramente aparecido no chão.
Durante semanas, ela tentou apagar com água sanitária, mas ela não conseguiu. Tentaram também, fazer escavações sobre as faces, porém estas continuavam a surgir em outros compartimentos da casa, seis dias depois.
A dona da casa, Maria Gomez Camara, com 85 anos, faleceu em Novembro de 2004, e desde então, e até agora, infinidades de rostos e imagens têm aparecido.